# Johann Moritz von Viebahn
Johann Franz Moritz von Viebahn (* 19. Februar 1684 in Hohl (Gummersbach); † 5. April 1739 in Berlin) war preußischer Justiz-Minister und Gesandter am polnischen Königshof.

## Leben
Viebahn studierte Jura und wurde 1701 in Gießen immatrikuliert. Er wurde am 22. April 1727 in den preußischen Adelsstand erhoben. 1729 wurde er Nachfolger des Ministers Christoph von Katsch (1665–1729) als Generalauditor.

## Familie
Viebahns Vater war der Ober-Appellationsgerichts-Assessor Johann Heinrich Viebahn (1659–1730), Erbgesessener auf Hohl und Mühlenfels, der am 24. Januar 1728 sein Adelsdiplom erhielt. Seine Mutter war dessen erste Ehefrau Maria Christina Lagemann (* um 1661) aus Münster. Sein Bruder Johann Henrich von Viebahn war Oberkriegskommissar und Steuerrat in Kassel. Seine Stiefmutter Johanna Dorothea (* 5. Juli 1674; † 12. Dezember 1754), war eine geborene Westarp aus Soest, woher auch die mütterlichen, bürgerlichen Vorfahren Westarp der späteren (ab 1811) Grafen von Westarp stammten. So war Johann George Westarp in den 1720er Jahren sein Sekretär. Jener war ein Sohn des Feldpredigers Johann Georg Westarp aus Soest, und Großvater der ersten Gräfin von Westarp.
Er heiratete 1725 Sophie Louise Charlotte von Ramsay, mit der er zwei Kinder hatte. Seine Tochter Caroline Wilhelmine Henriette von Viebahn († 1748) heiratete den Geheimrat Friedrich von Reichenbach.